# Setolebia
Setolebia is een geslacht van kevers uit de familie van de loopkevers (Carabidae). De wetenschappelijke naam van het geslacht is voor het eerst geldig gepubliceerd in 1941 door Jedlicka.

## Soorten
Het geslacht Setolebia omvat de volgende soorten:
- Setolebia caligata (Bates, 1889)
- Setolebia kmecoi Kirschenhofer, 2012
- Setolebia legorskyi Kirschenhofer, 2012
- Setolebia nubatama (Habu, 1957)
- Setolebia sterbai (Jedlicka, 1931)